# Je veux voir
Pour les articles homonymes, voir Je veux voir (homonymie).
Pour plus de détails, voir Fiche technique et Distribution.
Je veux voir est un  film franco-libanais de Joana Hadjithomas et Khalil Joreige sorti en 2008, qui montre les effets de la guerre israélo-libanaise de 2006 dans le sud du Liban. Le film met en scène Catherine Deneuve au milieu de paysages dévastés par le conflit. Il est proche du genre du documentaire. 

## Synopsis
L'actrice Catherine Deneuve est invitée pour une récompense au Liban. À partir de cet élément inventé, le film se déroule comme un documentaire. Catherine Deneuve est accueillie par un acteur libanais, Rabih Mroué (en) ; tous deux décident de se rendre dans le village natal de Rabih Mroué, détruit par Israël lors du conflit israélo-libanais de 2006. 
C. Deneuve et R. Mroué jouent leur propre rôle, avec une grande part d'improvisation. 
Le film ressemble à un road movie. Il montre les deux acteurs dans une situation dangereuse du fait de la présence de mines anti personnels et d'avions israéliens volant à basse altitude ;«  Catherine Deneuve qui tremble traduit l'incertitude qui plane au Liban, la peur quotidienne des libanais » selon Vincent Josse dans France Inter.

## Fiche technique
- Réalisation : Joana Hadjithomas et Khalil Joreige
- Scénario : Joana Hadjithomas, Khalil Joreige
- Photo : Julien Hirsch
- Son : Guillaume Le Braz, Sylvain Malbrant, Emmanuel Croset
- Montage : Enrica Gattolini
- Scripte : Zeina Saab de Melero
- Costumes : Nadine Fenianos
- Musique : Scrambled Eggs, Joseph Ghosn
- Producteurs délégués : Édouard Mauriat, Anne-Cécile Berthomeau, Farès Ladjimi, Tony Arnoux, Georges Schoucair
- Production : Mille et Une Productions, Backup Films, Abbout Productions
- Dates de sortie : 
  - France : 17 mai 2008  (Festival de Cannes)
  - Liban : 30 octobre 2008
  - France : 3 décembre 2008
- Durée : 75 minutes

## Distribution
- Catherine Deneuve : Elle-même
- Rabih Mroué : Lui-même
- Joana Hadjithomas : Elle-même
- Khalil Joreige : Lui-même
- Bernard Émié : L'ambassadeur

## Sélections en festivals
- Festival de Cannes - Sélection Un Certain Regard 2008[3]
- Festival international du film de Toronto 2008 Sélection Vision
- Festival international du film francophone de Namur 2008 Compétition Officielle[4]